# مهرجان أمورداديجان
مهرجان أمورداديجان، وتُكتب أيضاً أمردادغان، هو تقليد إيراني قديم يُقام بعد 127 يوماً من عيد النوروز. وأمرداديجان في اللغة الفارسية تعني "بدون موت". والشهر الخامس من التقويم الفارسي هو شهر مورداد والذي تُشتق منه كلمة أمرداد أو أمريتات. يحتفلُ الزرداشتيون بمهرجان أمورداديجان منذ أكثر من 4000 عام. ويوافق تاريخ الاحتفال بالمهرجان اليوم السابع من شهر مورداد.